# Limnichites simplex
Limnichites simplex är en skalbaggsart som beskrevs av Wooldridge 1977. Limnichites simplex ingår i släktet Limnichites och familjen lerstrandbaggar. Inga underarter finns listade i Catalogue of Life.